# Yes (banda)
Yes es una banda británica de rock progresivo, formada en 1968 en Londres. Adquirió fama internacional durante la década de 1970 erigiéndose como uno de los pilares del género.
Influidos en sus inicios por grupos como The Beatles, The Who, The Moody Blues o Crosby, Stills, Nash and Young, rápidamente evolucionaron hacia un estilo propio caracterizado por complejas y recargadas armonías, la fusión de elementos del jazz y música clásica,[cita requerida] la creación de melódicas canciones y letras caracterizadas por su contenido enigmático, esotérico, onírico y poético, escritas mayormente por el vocalista, Jon Anderson.
Más duros y menos teatrales que Genesis, aunque más progresivos que Rush o Jethro Tull, el rock de Yes marcaría la historia del rock progresivo inglés con clásicos como The Yes Album, Fragile, Close to the Edge y Relayer.

## Historia

### Los primeros años: 1968-1971

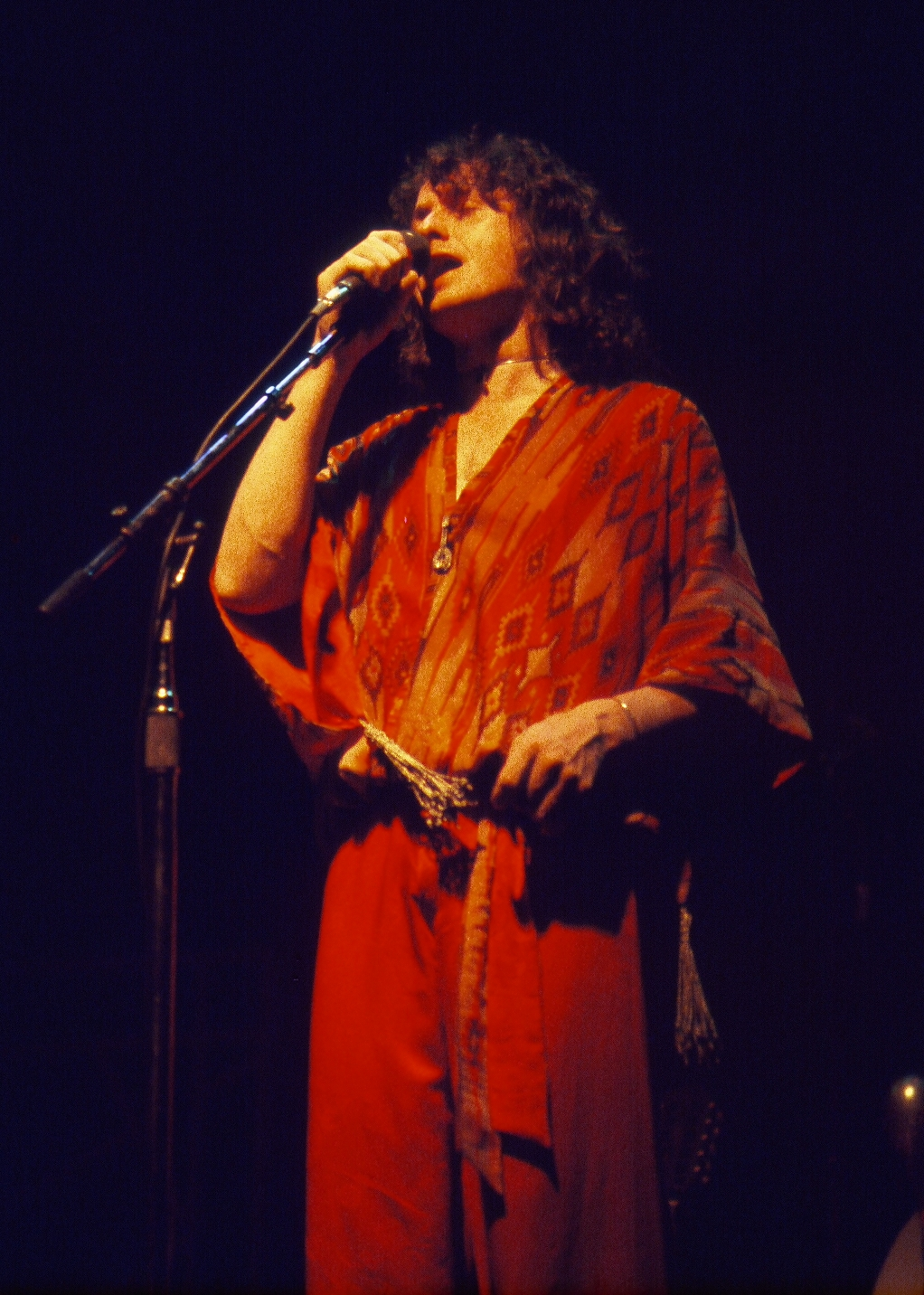
Jon Anderson en concierto junto a Yes en 1977.

Después de cantar para un grupo llamado Warriors y de editar un sencillo como solista con el seudónimo de Hans Christian, en 1968, Jon Anderson (voz), conoce a Chris Squire (bajo), en La Chasse, club del Soho londinense. Squire ya había tenido una activa participación en los Syn, banda pionera en la vanguardia electrónica y psicodélica. Se gesta así la primera alineación del grupo, junto a Peter Banks en guitarras, Bill Bruford en la batería y finalmente Tony Kaye en teclados. A finales de ese mismo año consiguieron actuar como teloneros en la última gira de Cream.
En 1969 graban su disco debut simplemente denominado como Yes, un trabajo que, si bien no tuvo buena fortuna en cuanto a las ventas, supo contar con el apoyo de la crítica especializada, al punto que la banda fue calificada como la revelación de ese año por Melody Maker. Este trabajo no solo contenía exquisitas versiones de temas de las bandas que los inspiraron e iniciaron en la música, sino además composiciones originales que, si bien estaban orientadas hacia un estilo comercial y melódico, sus arreglos y cambios de ritmos delataban una clara influencia[cita requerida] del jazz y de la música clásica.
Su segundo trabajo se titula Time and a Word, y sale a la venta en 1970, un álbum que seguía el corte melódico e instrumental del anterior, aunque esta vez con la incorporación de una orquesta de cámara, con una clara influencia del compositor ruso Igor Stravinsky. La inclusión de esta orquesta vino a reemplazar gran parte del protagonismo de las guitarras eléctricas, lo cual pareció enfadar al guitarrista Peter Banks, que sumado al descontento del resto de la banda con su trabajo, cada vez más auto indulgente, terminó finalmente con la salida de este.
Luego de varias ofertas recibidas, para tocar en grupos como The Nice o Jethro Tull, el exguitarrista de la banda psicodélica Tomorrow, Steve Howe, acepta la oferta de unirse a Yes, quien por un error en la edición estadounidense del álbum anterior Time and a Word, es incluido en la portada junto a la banda, disco que no grabó, y para el cual tan solo colaboró en la gira de promoción y algunos shows televisivos.

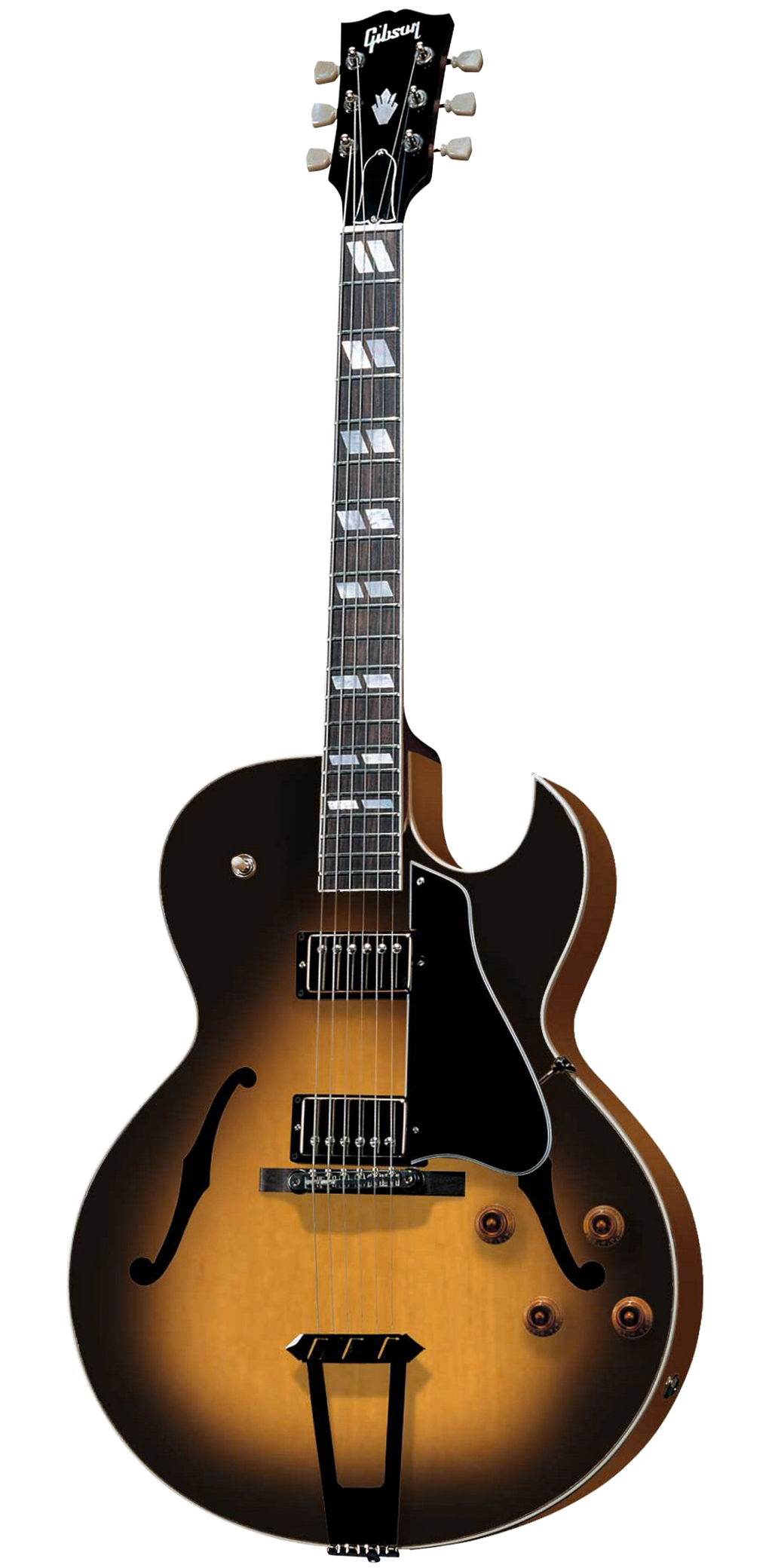
Guitarra eléctrica Gibson ES-175D, similar a la usada y popularizada por Steve Howe a principios de los setenta.

Su esperado estreno en el estudio de grabación con la banda fue a inicios de 1971 con The Yes Album. Un álbum en donde la brillante voz de contra-tenor de Jon Anderson, más el cuidado en la ejecución en los complejos arreglos por el resto del grupo, alcanzan niveles de considerable calidad para la música rock. Definitivamente, la inclusión del talento creativo e instrumental del guitarrista Steve Howe aportó toda una nueva dimensión cromática al colorido musical de Yes. Con el formato de la música rock, la banda se pasea por cada uno de los diversos estilos que dan forma a su particular enfoque de la música, dando textura y forma a lo que más tarde sería llamado por los críticos, el sonido progresivo clásico de Yes. Con temas como «Starship Trooper», el festivo «I've Seen All Good People», o junto con los complejos y progresivos temas «Yours is no Disgrace» y «Perpetual Change», este álbum catapultó la carrera de la banda a nivel internacional comenzando por el mercado estadounidense, y los temas para este álbum serían solicitados en cada uno de sus conciertos, a partir de ese momento.
The Yes Album llegó al número 7 en las listas de éxitos del Reino Unido, y al número 40 en Estados Unidos. En la primavera de 1971 Yes comienza su gira por Europa, acompañados por Iron Butterfly (Yes compraría su propio equipo de sonido después de terminada esa gira). En junio Yes toca su primer concierto en América en Edmonton, Alberta, Canadá, y dos días después en Seattle, EE. UU.
En noviembre la banda empieza su segunda gira estadounidense en el Whisky A Go Go en Los Ángeles.

### La alineación clásica: 1971-1973

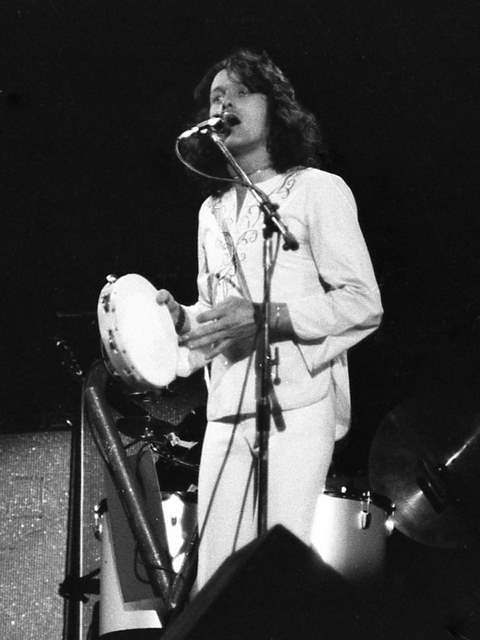
Jon Anderson a comienzos de 1973

Durante las presentaciones en vivo de The Yes Album, las tensiones entre Tony Kaye y el resto de la banda fueron en aumento, ya que Jon Anderson y Chris Squire deseaban dar un paso más adelante en el desarrollo musical de la banda, Kaye no solo no parecía tener ni la actitud ni la habilidad requerida para la ejecución de las complejas piezas compuestas en el estudio de grabación sino además mantuvo una actitud defensiva y hostil hacia las críticas por parte de sus compañeros. Kaye, amén de oponerse a toda posibilidad de crear una música más pretenciosa, puso de manifiesto su rechazo al uso de los entonces modernos sintetizadores, aferrándose al sonido ya clásico del órgano Hammond, pese a la insistencia de sus compañeros. Esto, sumado finalmente a su desinterés por el trabajo con la banda, hizo que fuera despedido del grupo. Entre tanto Anderson y Squire habían intentado acercarse durante meses al tecladista de formación clásica Rick Wakeman, asistiendo a algunas de sus presentaciones en vivo junto a The Strawbs, banda en donde participaba. Este fue convencido finalmente, tras oír sus primeros tres discos, ante lo sugerente del sonido y la gran posibilidad que significaría para su talento musical. Tiempo después Wakeman explicaba su ingreso a la banda con esta frase: «quedé entusiasmado con lo que se podría hacer».

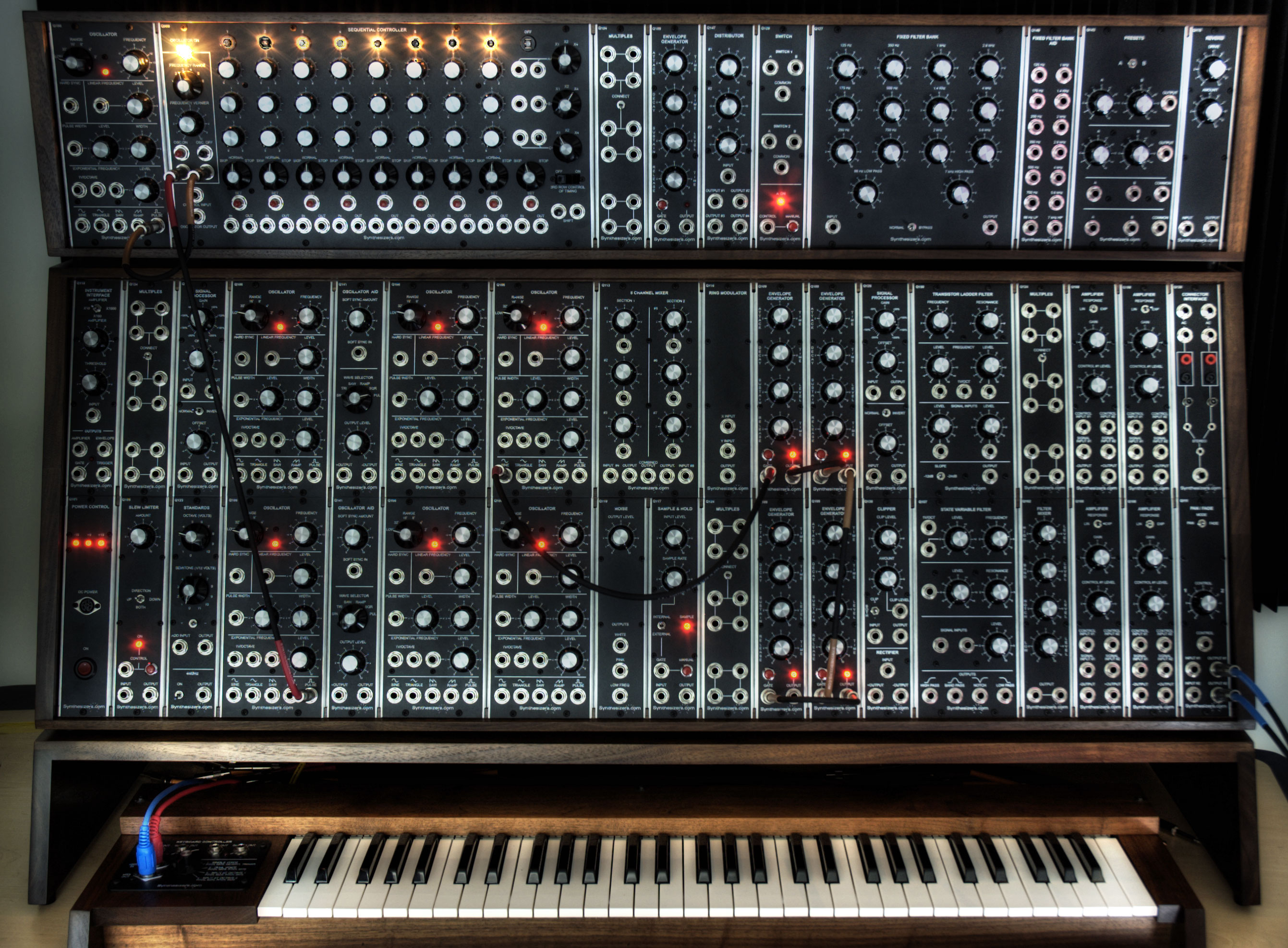
Moog modular, popularizado por Rick Wakeman en la escena del rock.

Es así como a principios de 1971 Rick Wakeman se une a la banda, con un estilo ostentosamente diferente al modesto rol de Tony Kaye. Este fue, en definitiva, el último elemento que permitió la creación del clásico sonido de Yes, sonido que debutaría con el álbum Fragile, en noviembre de ese mismo año. El álbum constituyó un manifiesto de principios del talento individual de cada uno de sus integrantes y presentaba temas tales como Roundabout, Long Distance Runaround, South Side Of The Sky y Heart Of The Sunrise (este último fuertemente influido por la suite orquestal The Planets, del compositor clásico inglés Gustav Holst). Fragile, además de incluir canciones de composición colectiva, contenía pequeñas composiciones personales de cada uno de sus integrantes, ostentando no solo el virtuosismo individual, sino además la creatividad y la inspiración en la composición de cada uno, al fusionar diversos estilos y motivos musicales. El álbum alcanzará el número 4 en EE. UU., así como el número 7 en el Reino Unido. El tema de apertura del álbum, Roundabout, escrito por Steve Howe y Jon Anderson, llegará al número 13 en las listas estadounidenses.

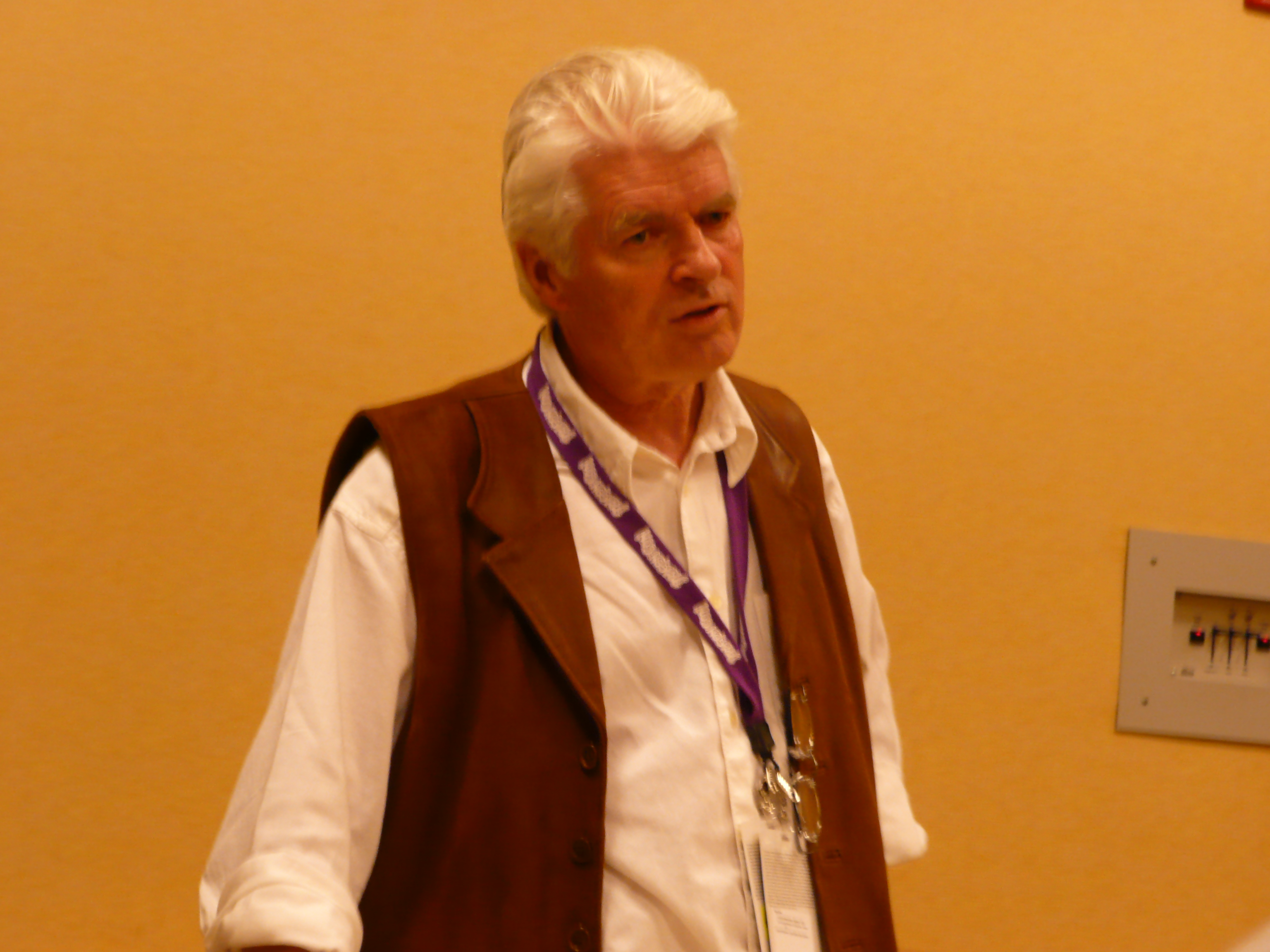
Roger Dean. 2008.

La misma alineación se mantuvo para el siguiente disco del año 1972: Close to the Edge. Inspirado en la obra del escritor alemán y premio Nobel Hermann Hesse, y con el arte gráfico del joven arquitecto y diseñador británico Roger Dean, el disco incluiría tres temas que pasarían a convertirse en piezas claves en el fenómeno del rock británico de los 70s y clásicos para la banda: la pieza homónima de 20 minutos de duración, dividida en cuatro secciones, un sencillo promocional llamado And You And I, de aspecto más melódico y accesible para la difusión radial y Siberian Khatru infaltable en conciertos en vivo hasta 1979.

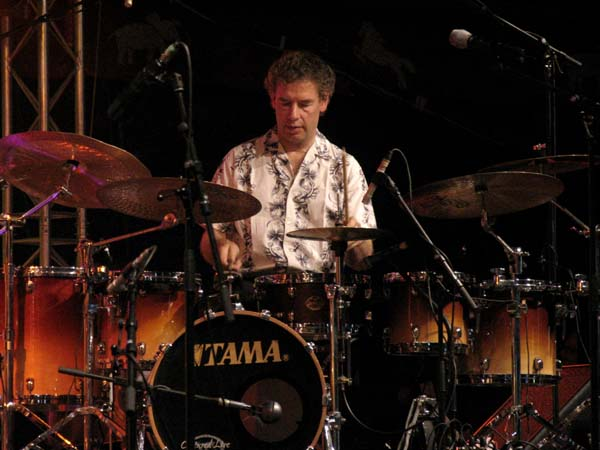
Bill Bruford, exbaterista de Yes.

Después de grabar Close to the Edge, Bill Bruford, cansado de sus roces con Squire (al parecer la impuntualidad de este irritaba al baterista), la presión y las exigencias autoritarias de Jon Anderson y motivado por su inclinación al jazz y a la música más experimental, decidió abandonar Yes para unirse a King Crimson.
A continuación, Atlantic Records lanzó el primer disco en vivo de la banda, Yessongs, un juego de tres LP (actualmente disponible en dos CD) con diferentes tomas a lo largo de las giras promocionales de Fragile y Close to the Edge. Es así como se oye la batería de Bill Bruford en dos temas del disco, pertenecientes al tour de Fragile, y en el resto de las canciones la batería está a cargo de Alan White, quien había participado acompañando a John Lennon, George Harrison y Frank Zappa, y que siguió como miembro de la banda hasta su muerte en 2022.
En 1973 Yes lanza un nuevo trabajo, esta vez un disco doble conceptual llamado Tales from Topographic Oceans, compuesto principalmente por Jon Anderson y Steve Howe y con variados arreglos a cargo de la banda. Esta obra también estaba inspirada en la literatura, en este caso en la Autobiografía de un yogui, de Paramahansa Yogananda. El disco incluía 4 piezas, cada una de alrededor de 20 minutos de duración, en las que se alternan melódicas canciones con complejas piezas instrumentales en las que sobresale el virtuosismo de cada uno de sus músicos. Tales From Topographic Oceans es, quizás, la obra más ambiciosa de la banda y, sin embargo, es recibida de muy mala manera por la crítica, tildándola de pretenciosa y autoindulgente. Para estos críticos es la culminación de un fenómeno en la música progresiva británica que había evolucionado desde el alero de la influencia melódica y experimental de los Beatles y The Moody Blues a sonidos cada vez más complejos y alejados de la inocencia y sencillez primigenia del rock and roll.
Además de las críticas de los medios especializados, se agrega un quiebre importante dentro de la banda por el hecho de que Rick Wakeman no estuviera para nada satisfecho con la música minimalista contenida en el disco, ni con la lista de piezas fijada para la gira, así como tampoco con el carácter místico y excéntrico que para entonces había adoptado el resto de sus compañeros. Wakeman señaló: "No puedes tocar lo que no entiendes, y yo no entendía nada de ese disco". Célebre es el episodio en donde Rick Wakeman, en mitad de un concierto, hace un pedido de comida india, la cual se sirve desenfadadamente en el escenario frente a las risas del público y el desconcierto de sus compañeros de grupo. Así que, poco después de concluida la gira, abandonaría la banda para dedicarse a su carrera de solista. Grabaría el álbum Journey to the Centre of the Earth, inspirado en la novela de Julio Verne Viaje al centro de la Tierra y con la participación de una orquesta sinfónica y un grupo de rock. Además colaboraría, tanto en el estudio de grabación como en la gira, con los emergentes Black Sabbath en su disco Sabbath Bloody Sabbath, de 1973.

### La experimentación y la fusión 1974-1976
Tras la salida de Wakeman, son barajadas múltiples opciones para su reemplazo, entre ellas el joven Roxy Music: Eddie Jobson y el ex Aphrodite's Child, Vangelis, cercano a Jon Anderson, quien ya había colaborado estrechamente en su disco solista Heaven and Hell (So Long So Clear) ese mismo año y el ex Atlantis y Cat Stevens, el tecladista Jean Roussel. Sin embargo, la decisión final caería finalmente en el tecladista suizo de formación jazzista Patrick Moraz, quien ese mismo año impresionaría a todos con su participación con los ex Nice, en Refugee, con un sonido electrónico vanguardista y dinámico. Moraz colaboraría estrechamente en la creación del siguiente disco de la banda llamado Relayer en 1974, imprimiendo en él su particular estilo libre y dinámico propio del jazz y la fusión. Así, Moraz supo ganarse el respeto y la admiración de los fanes y del público en general, por su particular versatilidad en los teclados en concordancia y química perfecta con el desempeño del resto de la banda.
Relayer es el último disco de los setenta en contar con el arte gráfico del inglés Roger Dean, siguiendo la línea conceptual de sus dos álbumes anteriores. Un disco con tres temas, entre ellos la suite de veinte minutos llamada The Gates of Delirium, una pieza épica acerca de la estupidez de una cultura basada en la exclusión y el permanente enfrentamiento, que comienza con los alegres y optimistas acordes, representando la fe en la confrontación, ya sea frente a los enemigos ideológicos, políticos o de los intereses de la patria, seguida del subsecuente caos, muerte y destrucción de un enfrentamiento bélico, expresado en pesadas y caóticas melodías y acordes rayando casi en lo psicodélico, para culminar finalmente en el conmovedor y apacible movimiento final, un doloroso llamado de entre las ruinas y la destrucción a todo aquello que representa la luz y la esperanza. Relayer llega a convertirse en el disco más ecléctico dentro de la carrera de Yes, debido en gran parte al equilibrio y la compenetración en la composición de cada uno de los miembros de la banda. A diferencia de Tales form Topographic Oceans, plantea un concepto más directo y pesado, encontrándose de este modo, más cercano a "Close To The Edge" que a cualquiera de los otros trabajos de la banda.
Luego de la exitosa gira de Relayer, la banda decide darse un descanso de un año, en la cual se abocan por entero a desarrollar cada uno de sus integrantes sus carreras en solitario. Es así como en 1975 Jon Anderson lanza su debut como solista con el álbum Olias Of Sunhillow, un disco de tipo conceptual fantástico, con elementos propios de la música étnica y anticipando el auge de la New Age. Por Otra parte Chris Squire, con la colaboración de diferentes artistas (entre ellos algunos músicos Yes como Bill Bruford y Patrick Moraz, entre otros), lanza Fish out of Water, un disco que explora un rock más melódico y orquestal, con influencias del jazz y del pop más reflexivo, del mismo modo Steve Howe, también se lanza a la aventura del que sería el primer disco de su extensa carrera como solista con el álbum Beginnings, con una propuesta en el que no solo exhibe su virtuosismo con las guitarras eléctricas y acústicas, sino que además da a conocer una amalgamada fuente de influencias en el Blues, la Música clásica, y un poco del rock más experimental que ya había desarrollado junto a Yes. Patrick Moraz por su parte haría lo propio en "The Story of I", donde combina lo progresivo y sinfónico con la música brasileña, echando mano de músicos pertenecientes a la escena del jazz-fusión como Jeff Berlin, el grupo carioca The Percussionists of Rio de Janeiro y otros provenientes del mundo clásico y el progresivo como la connotada cantante Annie Haslam de Renaissance y Jon Anderson, creando una historia fantástica y filosófica. Alan White sorprendería a todos con Ramshackled, con elementos del pop, el soul, el reggae, el jazz-fusión, y rhythm and blues, hecho junto a amigos y compañeros en Yes, como la participación de Jon Anderson y Steve Howe en Song of Innocence, el cual sería interpretado en la subsecuente gira de Yes Solos en 1976.
Ya para 1976, la banda se vuelve a reunir para una extensa gira a través de Estados Unidos y Europa, para presentar parte del trabajo desarrollado en forma independiente por sus integrantes como solistas, alternando este material con el ya clásico repertorio de la banda.

### El retorno de Rick Wakeman: 1977-1979

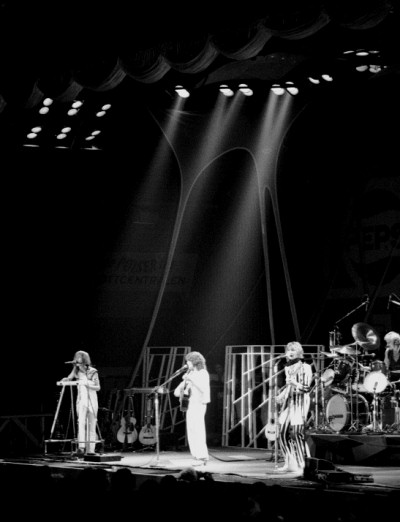
Yes en concierto 1977.

Luego de terminada la Gira Solos, Yes estaba listo para grabar su siguiente disco, en 1977, cuando Moraz es empujado a dejar la banda presumiblemente por problemas contractuales y de impuestos con la legislación británica, o bien con el fin de admitir nuevamente a Rick Wakeman quien había manifestado su interés de volverse a reunir con sus compañeros. De este modo, la banda se retira a Montreux, junto al Lago Lemán en Suiza, un idílico lugar con vistas al lago y a los pies de los Alpes. El resultado fue Going for the One (1977) un disco con cinco temas, cuatro en formato radial y una pieza conceptual de 15 minutos, más enérgico y accesible en relación con los complejos álbumes anteriores, ya revelado en parte por la inclusión del innovador arte de Hipgnosis (quienes ya había trabajado con artistas como Peter Gabriel, Pink Floyd y Rush), en vez del acostumbrado arte gráfico de Roger Dean, no obstante, sin transar en el particular y complejo estilo instrumental y progresivo ya característico de la banda. Las guitarras acústicas y eléctricas de Steve Howe alternan en este disco en una variedad de melodías y combinaciones rítmicas casi imposibles de ejecutar. La ejecución de Wakeman con una clara orientación clásica (a diferencia del característico sonido de Jazz de Patrick Moraz), incluyen no solo modernos sintetizadores, sino además pianos, clavicordios, y hasta un órgano de iglesia, llegando a imprimir su sello personal más que en cualquiera de los discos anteriores junto a la banda. El sencillo "Wonderous Stories", llega a ser la punta de lanza para la promoción del álbum en las radio emisoras llegando al #10 en las listas de popularidad.

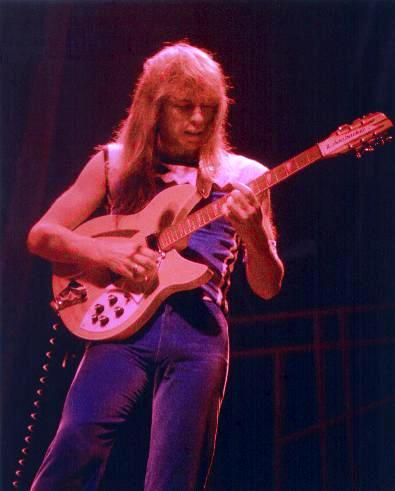
Steve Howe, sello progresivo de Yes junto a Yes en 1977.

Esta alineación se mantuvo para grabar en 1978 su siguiente producción, luego de algunos conflictos con respecto a la elección del lugar de grabación, puesto que Jon y Alan deseaban trasladarse a Suiza donde Rick ya residía, intentando revivir la mística del álbum anterior, mientras que Steve y Chris deseaban permanecer en Inglaterra agotados de meses de gira. Finalmente se quedaron en Londres. Si bien la idea inicial era la de un disco conceptual basado en algunos motivos tales como la pre-existencia y la inmortalidad del alma, siguiendo la línea de temas cuasi-místicos como Awaken de 15 minutos de "Going for The One" al mismo tiempo el intento de rescatar la atmósfera e inspiración del film de 1977 de Steven Spielberg: Encuentros en la tercera fase (Close Encounters of the Third Kind); sin embargo el disco que originalmente debió haberse llamado "Yes-Tor" (a sugerencia de Steve Howe que lo tomó de la mística montaña usada como centro ceremonial desde la prehistoria en las cercanías de Dartmoor, Devon), dio finalmente como resultado un disco opacado por la falta de dirección en la producción y en donde se dejaba entrever la creciente pugna por el protagonismo musical al interior de la banda. Fue así como Tormato es lanzado el 20 de septiembre de 1978, con la desconcertante imagen del diseño de Hipgnosis con el torso de un mago a quien se le arroja un tomate, (supuestamente lanzado por Rick Wakeman al ver la falta de expresión de las imágenes) como tratando de dar cuenta de la insatisfacción con el resultado final con el álbum. Pese al descontento con el producto acabado, el álbum, con un sonido claramente sobrecargado, rápidamente se encaramó en la lista de los más vendidos, llegando al #10 en los Estados Unidos, y al #40 con sencillos como "Don't Kill the Whale", el cual intenta hacer un llamado a detener la caza de las ballenas y un rescate a las concepciones míticas del pasado, o "Madrigal", una breve suite en donde una enigmática y nostálgica canción de Jon Anderson es acompañada con el atemporal sonido del clavicordio de Rick Wakeman y en un tercer plano el lejano sonido en contrapunto de una guitarra española por Steve Howe, con una lírica haciendo referencias a viajeros espaciales que siempre estuvieron aquí, vidas anteriores, y relaciones perdidas en el tiempo. Otras temas como Onward, compuesta por Chris Squire, u On the Silent Wings of Freadom, o los progresivos "Future Time - Rejoice" y "Release, Release", solo llegarían a ser apreciados con la retrospectiva del tiempo, influyendo en el trabajo de nuevos músicos y bandas posteriores a los ochenta, como Magellan, Echardt, entre muchos otros.
Pese a la insatisfacción de la banda con la producción final de Tormato, ya para entonces, el nombre de Yes era una de las grandes instituciones del Rock Progresivo, con conciertos masivos en estadios a tablero vuelto. Pese al auge del Punk, la New Wave y la Música Disco, sus presentaciones seguían generando una gran expectación en la prensa y en el público en general. Cada presentación era una exhibición del virtuosismo individual de cada uno de los músicos de la banda, reforzado con la afianzada química desarrollada a lo largo de todos esos años componiendo y presentando en vivo álbumes claves para entender el fenómeno de la música rock progresiva de la década setenta.

### El difícil y duro tiempo del cambio 1979-1982
Después de terminada la exitosa gira de Tormato (1978-1979), los miembros de la banda se reúnen en París con el productor Roy Thomas Baker (conocido por su trabajo con Queen) para la grabación del que sería el siguiente trabajo de Yes. París parecería ser el lugar perfecto como punto medio entre Suiza, donde ya se había radicado Rick Wakeman y Londres donde se encontraba viviendo el resto de la banda, además de permitirles escapar de la rigurosa tributación británica. La elección de Baker como productor fue básicamente una estrategia del sello discográfico para asegurarse un éxito comercial al menos con un sencillo en las listas. Jon Anderson y Rick Wakeman, en busca de nuevos horizontes trataron de orientar el sonido progresivo de Yes hacia el New Age. Sin embargo, el desencanto del resto de la banda con las ideas musicales de Jon y Rick quienes habían monopolizado gran parte del trabajo creativo, resultaba más que evidente, además del cansancio y la presión por encontrar un nuevo sonido en respuesta a las nuevas tendencias musicales, comenzó a causar constantes fricciones entre ellos. Finalmente Alan White sufre un accidente con un patín de ruedas causándole una fractura en el tobillo, lo cual obliga a la banda a tomar un receso a mitad de las sesiones de grabación. Este receso es aprovechado por Chris Squire, Steve Howe, y el lesionado Alan White quienes deciden regresar a Londres, mientras que Jon Anderson y Rick Wakeman continúan en Francia para trabajar y colaborar en múltiples proyectos individuales.
De entre estas frustradas muestras de París destacan temas inéditos tales como "Golden Ages", "In a Tower" "Tango", "Richard", "Never Done Before". Y otros como "Some are Born", "Days", "Everybody Loves You", que saldrían más adelante en el segundo álbum solista de Jon Anderson, Song Of Seven de 1980. Estas muestras llegarían a convertirse en piezas de colección para los fanes y coleccionistas siendo algunas de estas tomas editadas oficialmente solo a partir del 2002 por el sello Rhino, como bonus tracks en las ediciones extendidas para "Tormato", "Drama" y una caja de colección llamada "In a Word".

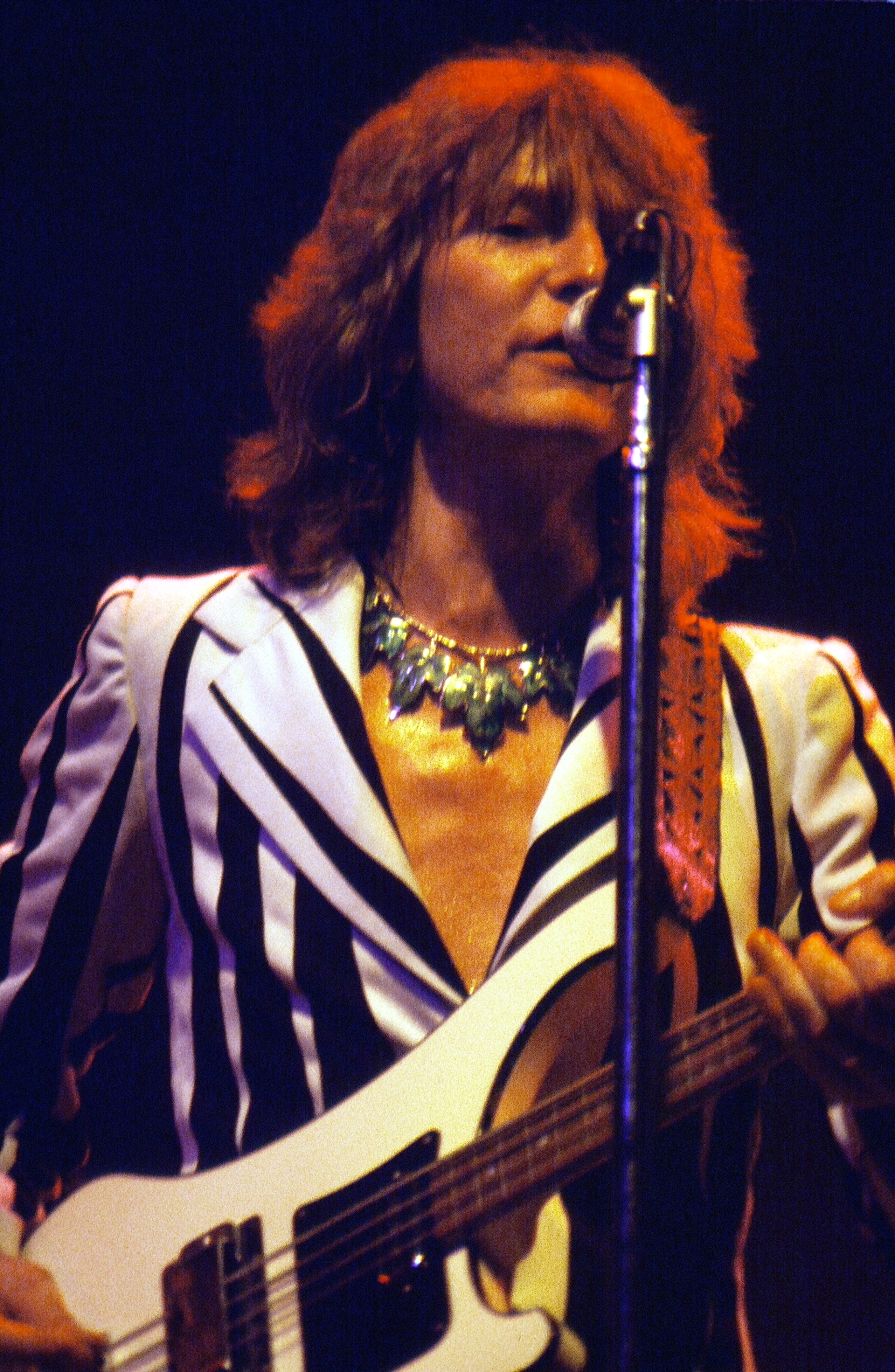
El bajista Chris Squire, miembro fundador y permanente de Yes desde su formación en 1968, hasta su muerte.

Sin embargo, en ese momento Jon Anderson y Rick Wakeman aún creen que lo mejor para la banda es tomar un descanso creativo y seguir cada cual por su cuenta trabajando en proyectos individuales y de este modo recibir la inspiración musical al interactuar con otros músicos, ignorando de algún modo lo que se vendría más adelante. Es así como presionados por el sello discográfico debido a los convenios contractuales contraídos por el mánager de la banda Brian Lane quien ya había reservado una gira por Norteamérica la cual ya para ese entonces se había vendido completamente, por lo que Baker aconseja a Chris Squire, Steve Howe y Alan White a seguir ensayando una vez llegados a Londres en el Studio de los ABBA: Town House. De estos ensayos resultaría la composición de temas como "Go thru' this", "Satellite", "Telephone Secret", "Tempus Fugit", "Run Thru the Light", "Crossfire", y " Everybody's Song" una versión preliminar de "Does Really Happens?" los cuales acercaban el sonido de la banda a un rock más pesado. Es en este momento en el cual Roy Thomas Baker ofrece a Jon y a Rick integrarse en la producción de este nuevo álbum, sin embargo, al oír las pistas preliminares tanto Jon como Rick declinan la oferta.
Sin embargo, durante los ensayos en Town House Chris Squire llega a conocer a los The Buggles: Trevor Horn y Geoffrey Downes, quienes con su sonido comercial, tecno y electrónico habían tenido un éxito masivo en 1979 con "Video Killed the Radio Star" promocionado por la naciente MTV, resultaron ser fanes incondicionales de Yes desde la adolescencia, por lo cual acceden gustosos ante la invitación a participar en los ensayos luego de que estos ofrecieran a Chris, Steve y Alan una canción compuesta por ellos para interpretar en sus ensayos (La canción resultó ser "We Can Fly From Here"). Luego de algunos ensayos, Chris, Steve y Alan deciden que estos sean los reemplazos para Jon y Rick, pese a la renuencias de Trevor Horn para reemplazar a Jon Anderson puesto que nunca antes había cantado para un público masivo, finalmente fue persuadido frente al entusiasmo de Chris Squire. Fue así como ante el asombro de los fanes y la crítica y de los mismos Jon Anderson y Rick Wakeman, son reemplazados por los The Buggles: Trevor Horn y Geoffrey Downes. Con esta alineación se grabó Drama en agosto de 1980, un disco con un sonido fresco, moderno y vanguardista que intentaba conciliar el rock progresivo clásico de la banda, con un sonido electrónico y más pesado propio de las nuevas tendencias del rock de principios de los ochenta.
Pese al éxito comercial del álbum, número dos en ventas en el Reino Unido y disco de oro en Estados Unidos, la gira fue una sorpresa para el grueso del público, habituados al repertorio clásico de la banda y la inconfundible voz de Jon Anderson. Estos desconcertados, al comienzo, no aceptaron de buen modo a los reemplazos sobre el escenario, pese a exitosas presentaciones en los Estados Unidos, como la del Madison Square Garden en Nueva York, y la presentación sobre el escenario de temas inéditos en el álbum como We Can Fly From Here y Go Thru This, ese mismo año. La insatisfacción de los fanes por la disfonía de Trevor Horn en las presentaciones en Inglaterra al intentar forzar su voz para igualar al agudo registro de su predecesor, terminó con abucheos y algunos incidentes por parte del público, pese al esfuerzo de Chris Squire por cubrirlo como segunda voz en casi todas las canciones. Una vez finalizada la gira programada para Inglaterra, Trevor Horn decide abandonar la banda, decepcionado por la mala recepción del público y por la crítica despiadada de los medios. En este punto, el resto de la banda decepcionados y cansados por la extenuante gira y la mala acogida por parte del público, deciden terminar con la formación de Yes.
Mientras tanto, el sello discográfico descarga por aquel entonces un segundo disco con temas en vivo de la banda, Yesshows, también de 1980. El cual contenía canciones de la giras "Relayer" (1976), "Going For The One" (1977) y "Tormato" (1978-1979), con las encarnaciones más clásicas de la banda (incluyendo a Rick Wakeman, Patrick Moraz, Alan White, Chris Squire y Jon Anderson), y una compilación de grandes éxitos llamado "Yesclassic" (1971-1977) que da cuenta del mayor apogeo de sus carreras.
En 1981 Trevor Horn y Geoffrey Downes deciden lanzar un segundo álbum, como The Buggles, llamado "Adventures in Modern Recording", intentando rescatar su experiencia musical junto a Yes, sin embargo, y pese a su calidad en el sonido, este álbum paso casi inadvertido. Trevor Horn, desencantado de su incipiente carrera como cantante, se concentra al trabajo de productor de otras bandas tales como Tina Turner, Lisa Stansfield, Pet Shop Boys, Simple Minds, Seal, Whitney Houston, t.A.T.u., entre otros. Llegando a convertirse en uno de los más exitosos productores de la industria musical y al mismo tiempo como músico en proyectos como Art Of Noise el cual llegó a darse a conocer masivamente por el conocido sencillo "Moments of Love" y como productor y segunda voz en Frankie Goes to Hollywood, con el enorme éxito de "Do They Know It's Christmas".
Al mismo tiempo Steve Howe y Geoffrey Downes avalados por el sello Geffen, formaron junto al ex King Crimson, Roxy Music y UK John Wetton y el exbaterista de The Crazy World of Arthur Brown, Atomic Rooster, y Emerson, Lake & Palmer, Carl Palmer el grupo Asia y su primer disco llamado también "Asia" (1982) con el masivo e inesperado éxito del sencillo "Heat of the Moment", obligándolos a embarcarse en una gira internacional. El éxito se debió en gran parte a la combinación del sonido progresivo de la década de los setenta impresa por cada uno de sus integrantes en canciones de corta duración al modo de los ochenta, junto a la promoción de un exitoso videoclip para "Heat of the Moment" transmitido por MTV. Luego de lo cual en 1983, tras la presión del sello discográfico logran editar rápidamente un segundo álbum llamado "Alpha", el cual incluye sencillos como "Don't Cry" y "The Smile Has Left Your Eyes" llegando # 3 y # 5 respectivamente en las listas de popularidad, pese a no tener la calidad del primer trabajo en cuanto a la mezcla y edición final, logrando a un sonido bastante opaco y difuso, perjudicando el trabajo de composición y ejecución instrumental del mismo. Tras cierta inestabilidad debido a problemas de protagonismo en la dirección de la banda entre Steve Howe y John Wetton, terminan con la abrupta salida de este último a mitad de la grabación del que sería su tercer disco, esta vez grabado en Vancouver, Canadá, el cual se llamaría "Arcadia", el cual incluiría temas como "Laying To Yourself", y "Ride Easy" intentando acercarse más al sonido de su primer álbum. Pese a este traspiés Steve Howe decide improvisar llamando a Greg Lake para cumplir las demandas del sello discográfico ante la oferta de tocar en el que sería el primer concierto en vivo transmitido vía satélite de la historia desde Japón a Estados Unidos por MTV, en diciembre de 1983, sin embargo la voz de Greg Lake parece no ajustarse al perfil de la mayoría de los temas de Asia, luego de lo cual el sello discográfico exige el retorno de John Wetton quien a su vez pone como condición la salida de Howe. Ya para mediados de 1984, Steve Howe abandona Asia, y le deja el camino despejado a John Wetton, mientras que el sello discográfico edita parte del frustrado álbum en estudio como un LP llamado simplemente "Aurora", siendo lanzado solamente en Japón. De este modo, Asia ya sin Steve Howe, lanzaría finalmente un tercer álbum, esta vez con la colaboración del canadiense de origen alemán Mandy Meyer en guitarras y con un sonido marcadamente electrónico más cercano al tecno-pop que al rock progresivo con que se dio a conocer, llamado "Astra" (1985), en el que se incluye el sencillo "Go" y "Voice of America", dando cuenta de en sus temas de los temores colectivos en medio de la Guerra Fría y un eventual desenlace atómico, no obstante, con una tibia recepción por parte del público, tras lo que la banda decide disolverse.
Mientras tanto, Squire y White se unieron al ex Led Zeppelin Jimmy Page en un proyecto sin éxito llamado XYZ (como un juego de palabras en "eX-Yes y led Zepelin"), el cual alcanzó a materializar algunas sesiones de grabación en una cinta demo en la cual se incluyen temas que más adelante se incluirían en trabajos posteriores de Yes tales como la segunda parte instrumental a la introducción de "Mind Drive" (1996) y el tema "Can You Imagine" con Chris Squire en voz junto a una orquesta sinfónica (2001). No obstante a finales de 1981, Chris Squire y Alan White, (ya sin Jimmy Page), continuaban trabajando en conjunto, logran finalmente editar un pegajoso sencillo navideño llamado "Run With The Fox" por Atlantic Records y una versión instrumental de este en su Lado-B, llamada "The Return of the Fox", anticipando de cierto modo el sonido que vendría más adelante en sus carreras.

### Yes se reforma - La llegada de Trevor Rabin: 1983-1988
Es así que en 1982, Chris Squire y Alan White incluyen como reemplazo de Page al joven guitarrista sudafricano Trevor Rabin, quien ya se había dado a conocer en una banda de glam rock en su Sudáfrica natal llamada Rabbit. De este modo se gesta un nuevo proyecto llamado Cinema, de corte más melódico, electrónico y pesado a sus trabajos anteriores, destacando el predominio de las vertiginosas guitarras eléctricas de Trevor Rabin con el contrapunto del bajo "Rickenbacker" de Chris Squire, y la relojería de precisión en la batería de Alan White. De las sesiones de este trío destacarían temas como "It Can Happen", "Make It Easy", e "It's Over", aparecidos como bonus tracks en la edición extendida de 90125 de Yes del 2004 por Rhino Records.
Sin embargo, aun sin tecladista ni un sello discográfico, a finales de 1983 Chris Squire invita a Jon Anderson (quien en ese momento se encontraba desarrollando su carrera como solista, ya con tres álbumes editados) a oír la pistas demo de Cinema ante la posibilidad de incluirlo como cantante invitado en un par de temas.
Una vez que Anderson estuvo en el estudio, rápidamente surgió la idea de reformar a Yes bajo este nuevo concepto, más contemporáneo, lo cual derivaría en el registro de 90125 (1983), con la bendición del sello Atlantic, y la producción de Trevor Horn, más la posterior inclusión de Eddie Jobson como nuevo tecladista en gira de la banda. Es así como el nombre de Cinema es dejado a un lado para resucitar a Yes de sus cenizas, pese a las demandas de su exmánager, Brian Lane, representando a su vez a Rick Wakeman y a Steve Howe.
No obstante la demanda no prosperó, al reclutar finalmente a otro de sus miembros fundadores, el teclista Tony Kaye, desechando de este modo a Jobson, y obligando a la banda a contratar a un tecladista profesional (Cassey Young) tras el escenario para ayudar a Kaye en las partes difíciles.
Al parecer, al principio, Rabin estaba un poco temeroso de aparecer ligado al nombre de esta legendaria banda progresiva, debido a que poco y nada tenía que ver con el sonido progresivo y sinfónico que caracterizó a esta banda en los setenta, sino además temía que el público lo comparase con el veterano Steve Howe, cuyo estilo era por lo demás completamente diferente, sin embargo, a poco andar perdió el temor, debido a la buena acogida por parte del público y la crítica más joven.
La nueva alineación grabó en 1983 junto su excompañero Trevor Horn, pero esta vez no como cantante sino como productor, el mencionado álbum 90125 (número de catálogo del LP en el registro de Atlantic Records). Este disco, con un sonido mucho menos progresivo y más accesible al público en general, supo combinar el virtuosismo y el talento de sus músicos, el carácter moderno y la intuición creativa de Trevor Rabin, más el talento y la visión comercial avalada por la experiencia en la música electrónica de Trevor Horn en la producción. El disco incluyó entre sus temas el exitoso sencillo "Owner of a Lonely Heart" el cual llegó hasta el número uno de las listas de popularidad, además de otros temas de éxito radial como "Changes", "Leave it", "It Can Happen" y "Hearts". Gracias a 90125, la banda logra adherir una nueva generación de fanes, con un sonido más cercano al Hard Rock ochentero, y con canciones de corte más comercial, más la presencia física y el despliegue de Rabin sobre el escenario, cosa avalada por los propios integrantes de la banda, terminó por revitalizar a la banda que se embarcó en una gira mundial que incluyó su exitosa participación en Rock en Río. De esta gira mundial proviene el vídeo 9012Live grabado en Edmonton, Canadá, el cual fue dirigido por Steven Soderbergh que se haría mundialmente famoso con el filme Sexo, mentiras y cintas de vídeo y nominado al Grammy como vídeo del año en 1985.
Una curiosidad de esta gira, planificada originalmente para Cinema, fue que lo abrupto del retorno de Yes, obligó a Rabin, que no era originalmente fanático de la banda, a aprenderse y adaptar a su estilo las partituras de Howe literalmente en el asiento del avión.
El éxito de 90125 dio a Yes en 1984 el único Premio Grammy en su historia, gracias al tema "Cinema", como tema instrumental del año. Otra curiosidad de este álbum es que el tema "Owner of a Lonely Heart", que se mantuvo al tope del Hot 100 del Billboard por cuatro semanas, fue incorporado luego de que la cinta que contenía la grabación original de Rabin fuese casualmente escuchada por Squire y White mientras la adelantaban buscando otro tema.
Pese a su éxito, la grabación de 90125, no estuvo exenta de problemas. Diferencias creativas entre Horn y Kaye dinamitaron la salida prematura de este último en medio de la grabación, ausencia que se hizo notoria en el video promocional de "Owner of a Lonely Heart", en el cual es sustituido por el teclista Eddie Jobson. Esta es la razón por la que parte importante del trabajo de teclados fue realizado por el propio Trevor Rabin. Finalmente Tony Kaye se reincorporó a la banda luego del lanzamiento de "90125" (las partes del video promocional en que aparece Jobson fueron editadas, al punto que apenas se le ve el rostro).
La gira de 90125 fue tan importante para el grupo que les permitió llegar a países de Latinoamérica, tal su presencia en el recordado Rock in Rio '85, primera edición de este famoso festival, celebrada en enero de 1985 en Brasil, llegando tras esto al cierre del tour, unos días más tarde, en febrero de ese año, en el Estadio de Vélez Sársfield en Buenos Aires, Argentina.
Tratando de continuar con la fórmula de "Owner of a Lonely Heart", en 1987 se establecieron en la localidad de Carimate al norte de Italia, recluidos en un castillo acondicionado para la producción del nuevo trabajo en estudio. Sin embargo, en el proceso Jon Anderson ya cada vez más distante del giro que estaba tomando la banda por aquel entonces decidió retraerse al rol de mero cantante de sesión, dejando en manos de Trevor Rabin, tanto la composición como los arreglos de casi todos los temas del álbum. Esto, más los constantes conflictos del productor Trevor Horn con Tony Kaye ante la negativa de este de ejecutar sintetizadores, y no hacer oídos a sus instrucciones técnicas, llegando incluso a grabar sus pistas en su acostumbrado Hammond en un estudio aparte para escapar de la tutela del productor, este decide finalmente abandonar el trabajo de producción, teniendo que ser reemplazado a última hora por Paul DeVilliers (productor de la banda norteamericana Mr. Mister).
Esto, además de la notoria falta de protagonismo de los demás miembros de la banda, relegándose a sí mismos a la categoría de mera banda acompañante, a diferencia de los discos anteriores, con el sello característico de Yes (incluyendo a 90125), hizo de Big Generator (1987) un suceso relativamente menor al exitosísimo trabajo anterior.
Pese a todo, aún resultó ser un éxito en ventas a nivel mundial, con sencillos como "Rhythm of Love" y "Love Will Find a Way", llegando a destacar en las radios y en las listas de popularidad, tras luego de lo cual se embarcan en una exitosa gira mundial.

### Dos Yes para dos enfoques distintos: 1989-1994

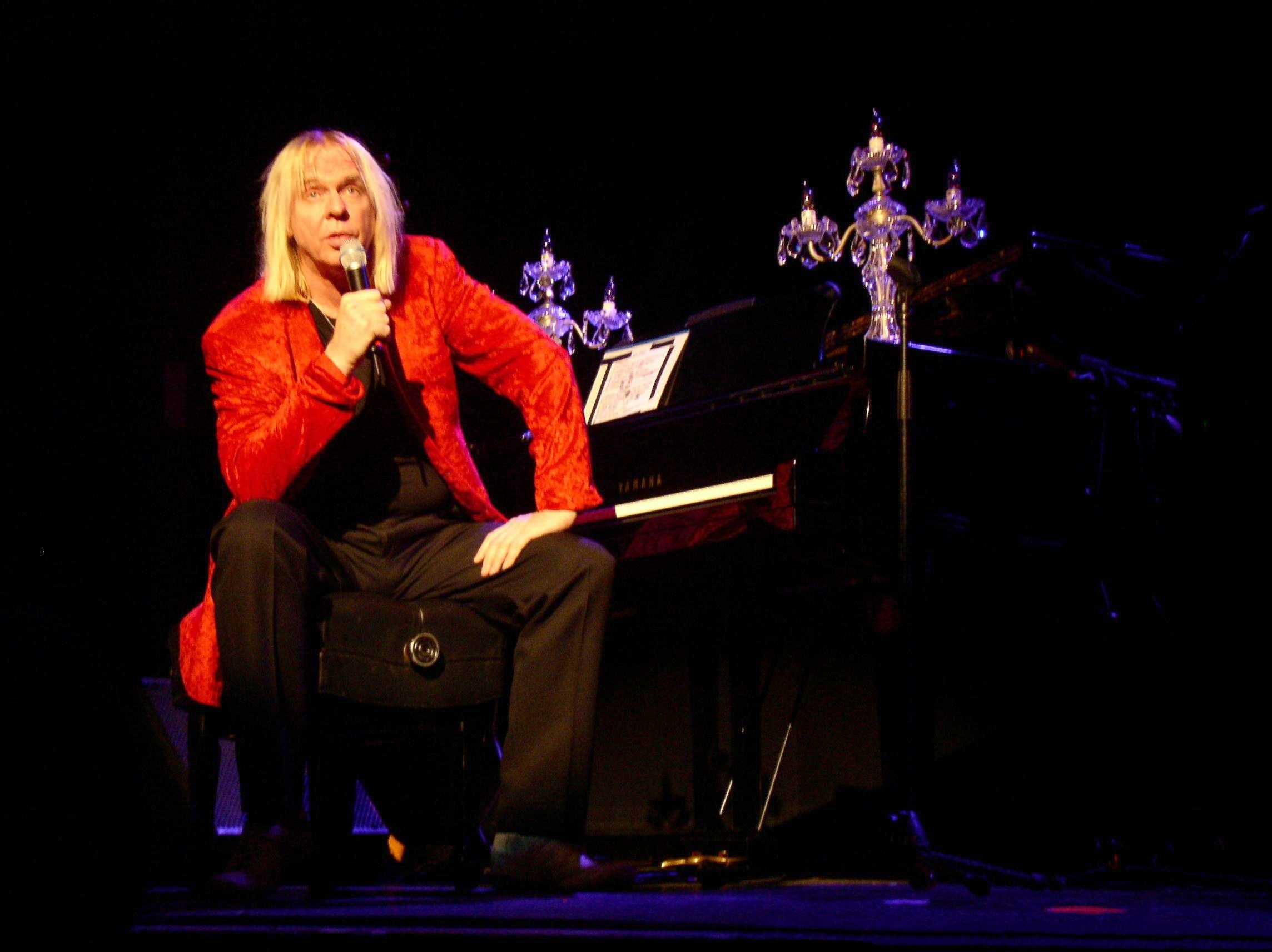
Rick Wakeman, miembro característico del sonido clásico de Yes.

En 1989, Jon Anderson, cansado de su marginación creativa al interior de Yes, y desencantado del rumbo comercial que había tomado la banda junto a Rabin, decide volverse a reunirse en París con sus antiguos compañeros en Yes: el percusionista Bill Bruford (quien había participado por un tiempo junto a Robert Fripp, Tony Levin y Adrian Belew en King Crimson), el teclista Rick Wakeman y el guitarrista Steve Howe (quien acababa de cosechar un importante éxito en 1986 al lado del ex-Genesis Steve Hackett con la super banda GTR, destacando con el sencillo When The Heart Rules The Mind). Es así como juntos nuevamente vuelven a la escena musical con el nombre de Anderson Bruford Wakeman Howe, o "ABWH" grabando su álbum de estudio en la isla de Montserrat dándose a conocer con el sencillo Brother of Mine. En realidad este nuevo proyecto de Jon Anderson y compañía no era otra cosa que una nueva encarnación de un Yes más sinfónico y conceptual al modo de los setenta. Con un sonido marcadamente barroco, al modo de álbumes como Fragile o Going For The One, sin embargo, bajo un concepto más accesible al público contemporáneo, y la colaboración de músicos que ya habían participado en otros proyectos individuales de los integrantes de la banda como Vangelis en la composición de “Let's Pretend” o Geoff Downes en “Brother of Mine”, más la influencia de la música del Caribe propia del paradisíaco lugar en donde se registró el álbum. De este modo Anderson, Bruford, Wakeman y Howe volvían a reencantar a los viejos seguidores de la banda, decepcionados con el 'tecno rock' de orientación comercial de Trevor Rabin. Sin embargo, no pudieron usar el nombre "Yes", puesto que le pertenecía legalmente al bajista Chris Squire. No obstante, este hecho no les impidió seguir adelante con el proyecto. De ese modo, se lanzan a un tour mundial, junto con el eximio bajista Tony Levin de King Crimson, el cual no se encuentra registrado en el disco An Evening of Yes Music Plus, lanzado por Arista a principios de 1994, puesto que se encontraba enfermo, siendo sustituido para la ocasión por el excelente Jeff Berlin, viejo conocido de Bruford en el grupo homónimo que este formó en 1976.
Ya para el verano de 1990 esta alineación se encontraba en París para el que sería el registro en estudio de su segundo álbum el cual tendría por nombre “Dialogue”, sin embargo, en medio de un estancamiento creativo, proyectado para agosto de 1990, es abortado a mitad del proceso de grabación, entre los interminables traslados entre el sur de Francia (en dónde Jon había mandado a construir un estudio especialmente habilitado en medio de una granja) y Londres, más la dificultad entre los mismos músicos de llegar a un acuerdo creativo en medio de estos traslados, esto y el hecho de ser considerado demasiado ecléctico para el público en general y costoso para la gente de Arista. Es así como un demo con parte del trabajo abortado de ABWH circularía clandestinamente como bootleg con temas inéditos como “Make Believe”, “Santa Barbara”, “Hold Your Arms”, "Watching The Flags That Fly" y temas que aparecerían editados más tarde como parte de otros trabajos en solitario de Jon Anderson como “It Is Love”, en “Page Of Life” con el griego Vangelis en 1991, y "God with Southern Acent", en Quantum Guitar de Steve Howe en 1998, y "Axis of Love" con la colaboración de Vangelis el cual habría sido vuelto a considerar durante las sesiones de Keys To The Ascension en 1996, darían cuenta de un sonido más íntimo y atmosférico con relación al álbum anterior.
Finalmente Jon Anderson y Steve Howe a pedido de Arista son conminados a abandonar Francia y trasladarse a Nueva York, en donde bajo la tutela de un nuevo productor finiquitarían su trabajo en estudio. El elegido resultaría ser Jonathan Elias, quien ya habría trabajado con Duran Duran años antes, y habría conocido a Jon Anderson durante la realización de su Requiem for the Americas, donde habría prestado su voz y su colaboración en la composición de un par de temas.
Mientras tanto en Los Ángeles, la banda de 90125 se encontraba sumergida en la crisis de haber perdido a su voz principal hacía un par de años, y la consiguiente salida de Trevor Rabin ante lo que consideró el fin del proyecto iniciado en 1983. Es así que Chris Squire decide reclutar como nuevo guitarrista al joven estadounidense Billy Sherwood, quien había tenido una destacada participación en la banda World Trade, con un sonido melódico y accesible en el circuito de progresivo de EE. UU. De estas sesiones sin Rabin destacarían "Love Conquer All", "Say Goodbye", "Watching the World" y "Open Your Eyes".
De este modo para marzo de 1990, un Yes en Nueva York (ABWH) y otro de Los Ángeles (con Squire, White, Kaye y el joven ex World Trade Billy Sherwood) estaban preparando cada uno por su lado sus nuevos trabajos en estudio, cuando a mediados de agosto de ese mismo año Anderson y Squire conversaron decidiendo combinar el trabajo de ambas bandas, más algunas pistas que por entonces se encontraba desarrollando Trevor Rabin en su estudio para un nuevo álbum solista en un set de 15 temas llamado "Union" con el arte gráfico del británico Roger Dean y la colaboración del productor Jonathan Elias con el Yes de Inglaterra (ABWH).
Es así como Jonathan Elias llega a tomar parte importante del proceso creativo de ABWH, dada las dificultades para trabajar con Rick Wakeman, Bill Bruford y Steve Howe, estos pasan a un segundo plano, justificando de este modo la inserción de diversos músicos de sesión como el guitarrista Jimmy Haun (reemplazando a Steve Howe en la mayoría de sus pistas), quien incluso llegó a igualar el sonido de Howe, confundiendo a los fanáticos más versados en el sonido de la banda. Sin embargo, el lanzamiento anticipado por parte de Arista Records, de un álbum con las versiones crudas de los temas para el que sería "Union", ve la luz antes del lanzamiento oficial, bajo el nombre de Re-Union, para generar cierta expectación entre los fanes, el cual da cuenta del sonido más crudo y cercano al de ABWH, el cual fue producido y alterado a fin de hacerlo más parecido al sonido del Yes de Los Ángeles.
De este modo, en el papel esto formó un "Mega-Yes", con una alineación de ocho miembros: Anderson, Squire, Kaye, Bruford, Howe, Wakeman, White y Rabin. Sin embargo, en la práctica estas dos bandas nunca se reunirían o colaborarían en un estudio, realizando cada una de ellas su trabajo de manera totalmente independiente, por una parte Jonathan Elias y ABWH grabaron en Nueva York, mientras que Rabin y compañía lo harían en Los Ángeles, con la inclusión posterior de la voz de Jon Anderson por medio de la posproducción en estudio.
No obstante, para promocionar este álbum, se lanzó una exitosa gira por Norteamérica, Europa y Japón. Durante este tour Steve Howe solo aceptaba de mala gana interpretar los temas de Trevor Rabin al punto de ausentarse del escenario durante muchas de las interpretaciones de los temas del repertorio del sudafricano. Sin embargo, Trevor Rabin llegó a establecer una gran amistad y afinidad de carácter desde entonces con el teclista Rick Wakeman, quienes con su sentido del humor y carisma suavizaron las asperezas y los egos individuales del resto de la banda, amistad que se reflejaría en la posterior colaboración de Trevor Rabin en el álbum de Rick Wakeman de 1999, Return to the Center of the Earth. Es así como, luego de terminada la gira en Japón en mayo de 1992, finalmente Steve Howe, Rick Wakeman y Bill Bruford, decepcionados por la intromisión y la mutilación en la edición final de su trabajo en estudio por Jonathan Elias, deciden abandonar el mega proyecto y retomar sus carreras en solitario, dejando el camino despejado a Trevor Rabin en Yes.
Jon Anderson, Steve Howe y Bill Bruford, ya sin Wakeman, aparecerían un año más tarde (1993) junto al bajista Tim Harries, los teclistas Julian Colbeck, David Palmer (exmiembro de Jethro Tull) y con la producción de Alan Parsons e Ian Anderson (líder de Jethro Tull) más la adición de The London Symphonic Orchestra y The English Chamber Orchestra, en un álbum titulado Symphonic Music of Yes, un disco de grandes éxitos de la banda, con diversos arreglos orquestales de marcado estilo progresivo y la incorporación de un coro de Gospels (The London Community Gospel Choir) en donde se incluye el mismo Jon Anderson junto a su hija Debora Anderson.
Es así que en 1994, la alineación de Yes volvió a reducirse a Rabin, Squire, Kaye, White y el cantante Jon Anderson. Estos grabaron el álbum, Talk, que les permitió mantener la banda con vida y lograr unir en el trabajo en estudio por primera vez en la historia de Yes a Jon Anderson y Trevor Rabin. Sin embargo, y pese a lo moderno e innovador del formato digital durante el trabajo de grabación en el estudio (una verdadera novedad para la época) y la colaboración de Roger Hodgson (Supertramp) como cocompositor de "Walls", además de haber contado con el apoyo del multiinstrumentista y amigo de la banda Billy Sherwood en el escenario, el disco tuvo una fría recepción entre los fanes, llegando a ser un total fracaso en cuanto a las expectativas de ventas para el sello discográfico (Victory Records) con relación al álbum anterior (Union), además de haber tenido diversos problemas con la promoción del tour mundial. Todo este clima, más la presión por parte de los fanes más duros y críticos con el sonido tecno de esta alineación que mantenía el nombre de Yes, terminó finalmente por empujar la salida de Rabin y Kaye de la banda, una vez terminada la gira promocional del disco.

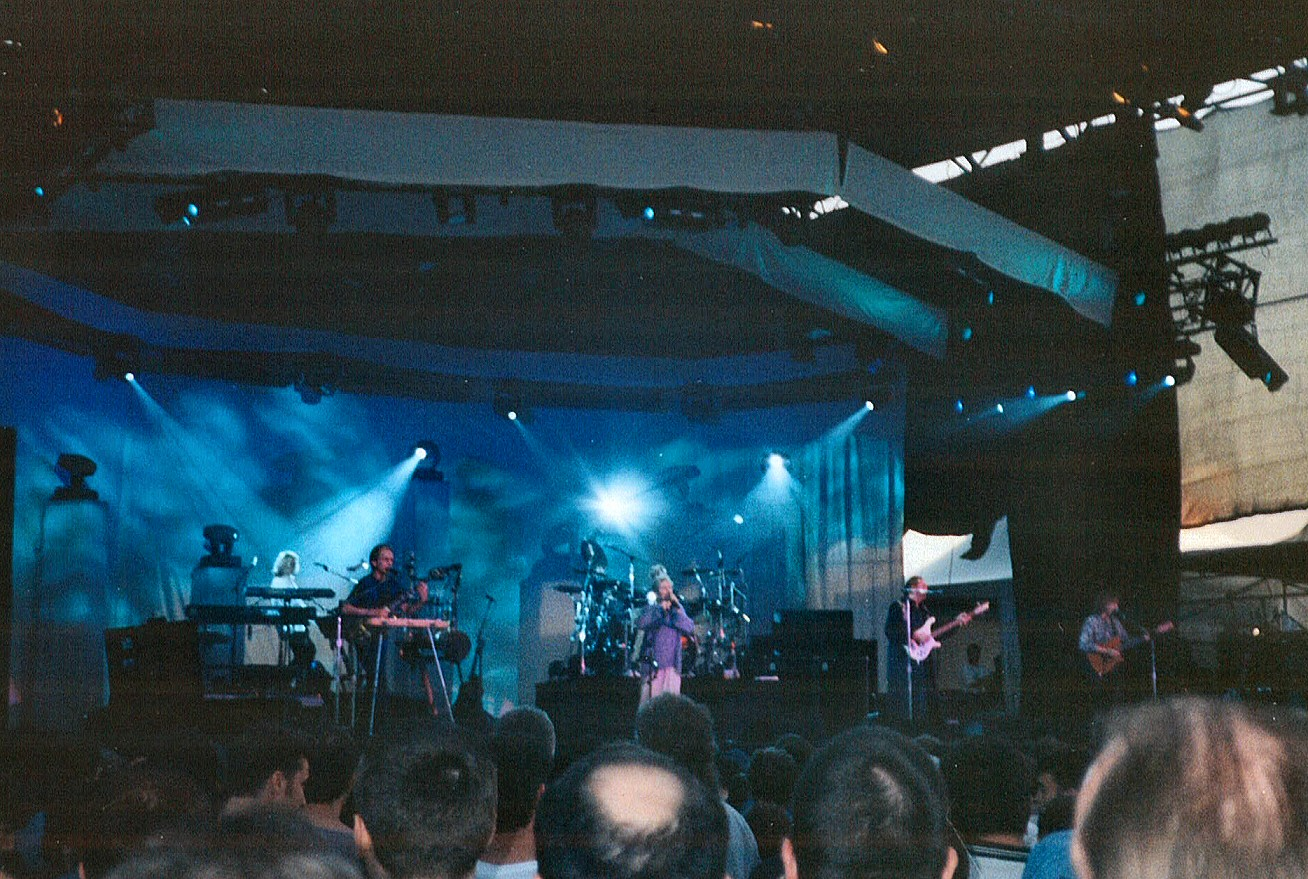
Yes en vivo, 1998.

Trevor Rabin nunca más volvió a Yes, pese a la insistencia de sus excompañeros Chris Squire y Jon Anderson, y se concentró en la realización de bandas sonoras en Hollywood hasta el día de hoy, dejando a un lado su carrera en la música rock, salvo en esporádicas apariciones en colaboración con otros músicos como Rick Wakeman y su Return to the Center of the Earth, de 1999 y sus incursiones como solista en dos álbumes: uno de covers llamado sarcásticamente 90124, que incluye las pistas originales de algunos temas de 90125 y Big Generator, y otro en vivo de su gira como solista de 1989 (gira de su álbum I Can't Look Away) llamado simplemente Live In L.A., ambos lanzados a mediados del año 2004. Sin embargo, a mediados del 2006 se rumoreó que Jon Anderson y Trevor Rabin se habían reunido para grabar nuevamente juntos sin que a la fecha exista confirmación de ese rumor, ni tampoco detalles sobre el proyecto en el que habrían trabajado. De todas formas, todo indica que el éxito de Rabin como compositor de bandas sonoras para el cine ha frenado toda intención, tanto en lo que respecta a trabajos en solitario como a un eventual regreso a Yes.
Mientras tanto Tony Kaye colaboraría ese mismo año tocando el Hammond en muchos de los temas de "Return to the Dark Side of The Moon", de Billy Sherwood, y en el posterior proyecto llamado Circa, con la adición de Alan White y Jimmy Haun.

### El regreso a lo clásico: 1996-2004

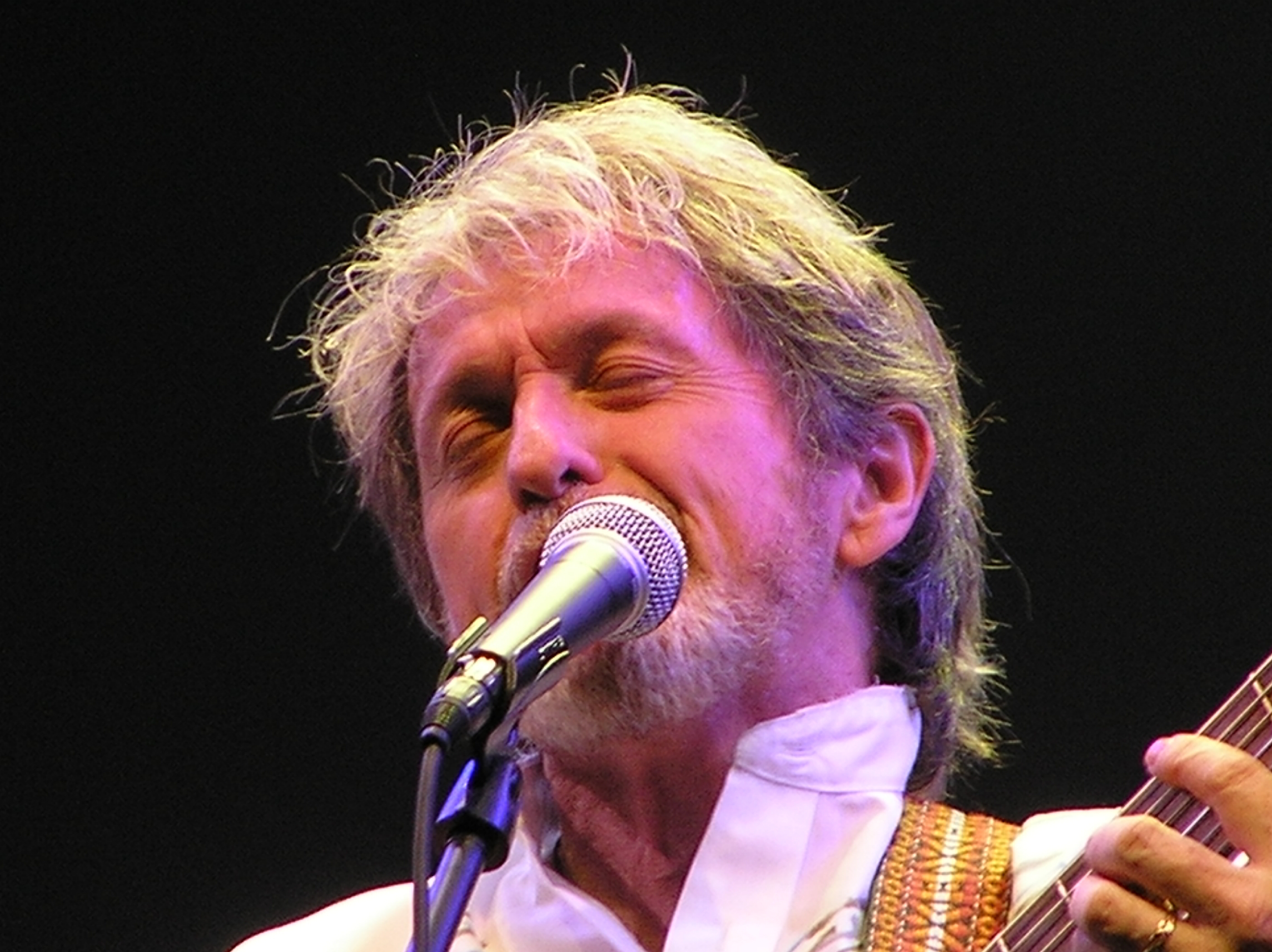
Jon Anderson, sello permanente de Yes.

Después del fracaso comercial de Talk, y en medio de cierta inestabilidad, Howe y Wakeman volvieron a la banda, reencarnando la alineación más legendaria y clásica de Yes. Es así como Keys to Ascension y Keys to Ascension 2 son lanzados en 1996 y 1997. Ambos discos eran una mezcla de canciones en vivo (en San Luis Obispo, CA, en marzo de 1996) y 59 minutos de nuevo material en estudio. Las canciones en vivo eran clásicos progresivos de los setenta, mientras que las de estudio eran nuevo material, recreando las mismas complejas estructuras de los setenta más la colaboración de Vangelis en la composición de uno de sus temas: (Children Of Light). Sin embargo, y pese a las altas expectativas de los fanes, Wakeman salió de la banda antes de que pudieran lanzarse en una gira programada para Estados Unidos, dejando al resto de la banda en un muy mal estado.
Con la partida de Wakeman en 1997, El resto de la banda tiene que improvisar, para asumir los compromisos asumidos, y es así como Billy Sherwood, quien ya había colaborado junto a Chris Squire a comienzos de los noventa en diferentes proyectos materializándose en la composición de "The More We Live - Let Go" junto a Chris Squire para el álbum ‘‘Union’’ de 1991, entre otros temas inéditos, además de haber acompañado a la banda en la guitarras en la gira del 1994 (Talk) como apoyo a Trevor Rabin, además de haber trabajado como productor en el descargo anterior, entró al estudio esta vez como compositor, multinstrumentista y nuevo miembro "oficial" de la banda. Además de reclutar al talentoso teclista Ruso Igor Khoroshev. Es en estas condiciones en que es grabado el disco Open Your Eyes ese mismo año. Este disco marcadamente más accesible y directo que el descargo anterior, bajo la clara y evidente dirección de Chris Squire y Billy Sherwood, intentó repetir la experiencia comercial con Rabin, sin embargo, fue un fracaso total frente a las nuevas tendencias musicales, no dejando contentos ni a unos ni a otros entre los fanes. No obstante, los embarcó en una exitosa gira mundial que les permitió volver a interpretar sus clásicos de los setenta tales como America, Siberian Khatru, Starship Trooper, Wonderous Stories, junto al ya legendario Steve Howe, así como permitir la plataforma a cada uno de sus integrantes para publicar sus trabajos independientes.
Es en este contexto en que Chris Squire y Billy Sherwood editan Conspiracy en 1999, un disco con un sonido más cercano al Tecno-Rock de Trevor Rabin que al Rock Progresivo (sin menguar en la calidad y el virtuosismo), en donde se incluyen además de temas compuestos especialmente para el álbum versiones alternativas para temas incluidos en anteriores álbumes de Yes tales como: The More We Live de "Union" (1991), "Open Your Eyes - Wish A News" y "Man in the Moon" de "Open Your Eyes" (1997), además de dos temas compuestos durante 1989-1990 "Love Conquer All" y "Say Goodbye" grabados originalmente por una alineación Squire, Sherwood, White y Trevor Rabin, que se incluirían en una caja de recopilación para coleccionistas llamada "Yesyears", en 1991.
Con esta misma alineación de "Open Your Eyes" se graba The Ladder en 1999, con la colaboración del productor Bruce Fairbairn, cuya súbita muerte durante la grabación tomó a todos por sorpresa, dedicándose el álbum como reconocimiento y gratitud junto a la banda. "The Ladder" intento acercar a la banda un poco más al sonido de sus antiguas tradiciones en el rock progresivo, pero a la vez conciliándolo con el sonido melódico propio de la carrera en solitario de Jon Anderson, dando como resultado un álbum un tanto irregular, el cual pasó casi inadvertido en los medios a no ser por la inclusión de uno de sus temas en los créditos de un videojuego llamado Homeworld. Luego de lo cual se embarcan en una nueva gira mundial, que al igual que la anterior, incluye la interpretación de los temas clásicos de la banda y un par de temas del nuevo álbum.
Para el 2000, otro disco en vivo es editado: House of Yes: Live from House of Blues, que da cuenta de esta nueva encarnación de la banda, junto a sus dos nuevas contrataciones, interpretando temas clásicos juntos a algunos de "The Ladder". Sin embargo, luego de la gira promocional de The Ladder, Billy Sherwood es expulsado de la banda, iniciando así su carrera como solista, con "The Big Peace", y "No Comment" en el cual demuestra no solo su virtuosismo como multiinstrumentista, sino también evidenciaría sus influencias musicales, además de hacer presente en la letra de sus canciones sus descargos y desencanto contra Yes. No obstante esto, la amistad y colaboración de Billy Sherwood con Chris Squire continúa en diversos trabajos y presentaciones llegando a editar The Unknown en 2003.
El ruso Igor Khoroshev sería el siguiente en salir unos meses después luego de un escándalo de acoso sexual contra una de las chicas a cargo de la seguridad, al finalizar la gira "Masterworks". Gira en donde se interpretaron, por primera vez en 25 años, temas de Relayer como The Gates of Delirium, de 23 minutos.
De este modo en el 2001 el cuarteto de Anderson, Howe, Squire y White tratando de re-encontrarse con un sonido más clásico y propio, grabó Magnification, que es el único disco de la banda que no tiene el característico sonido de los sintetizadores, los que son sustituidos por una orquesta sinfónica dirigida por Larry Groupe, un álbum marcado por un inusual pesimismo y espíritu más bien melancólico y reflexivo tras el atentado al World Trade Center en Nueva York el 11 de septiembre de 2001. Tras el descargo del álbum "Magnification", Yes emprendió una gira promocional por Estados Unidos y Europa siendo acompañados por diversas orquestas sinfónicas locales y la inclusión del teclista Tom Brislin, argumentando que la orquesta sola no podría reproducir fielmente algunos de los sonidos clásicos del material de la banda. Parte de esta gira quedaría registrada en el DVD llamado Yessymphonic lanzado al mercado el 2002.
Después de muchas especulaciones y desencuentros, Rick Wakeman finalmente decidió volver a Yes en julio del 2002, agregándose en el segundo pie de la gira promocional de Magnification por Estados Unidos, de este modo volviendo a reencarnar la alineación clásica de una de las leyendas más grandes del rock progresivo de todos los tiempos, para interpretar "In the Deeper" y "Magnification" junto con los temas más clásicos de esta banda, además con otros nunca antes interpretados sobre el escenario (como lo fue la interpretación de "South Side of the Sky" del álbum Fragile de 1972). Luego de esta extensa gira y otra con la misma alineación clásica para conmemorar 35 años de trayectoria con interpretaciones variadas de sus clásicos y material acústico, sobre un escenario bellamente preparado para la gira a cargo de Roger Dean, gira que finalizó en Monterrey, México en septiembre del 2004, tras la cual la banda decide tomar un descanso, el cual llegaría a ser el más largo de su carrera y concluiría 5 años después con la salida de Anderson y Wakeman de la banda.

### Durante el hiato (2004-2009)
En noviembre del 2004, con ocasión de un concierto benéfico patrocinado por Carlos, Príncipe de Gales en homenaje a la contribución del músico y productor Trevor Horn a la música británica, se lleva a cabo la reunión sobre el escenario de Trevor Rabin, Steve Howe, Chris Squire, Geoffrey Downes, y Alan White, para interpretar algunos clásicos del Yes de la era ochenta. Esta presentación fue acompañada por músicos que también formaron parte de los The Buggles, Art of Noise, Frankie Goes to Hollywood, entre otros artistas con los cuales contribuyó Trevor Horn como productor, todos ellos acompañados con una sección de instrumentos de cuerdas y bronces, aportando una gran riqueza musical al espectáculo.
Es así como a partir de 2005 los integrantes de la banda se encuentran sumergidos en proyectos individuales paralelos a Yes. Por una parte, Chris Squire resucitó el proyecto The Syn de finales de los sesenta y editó el álbum Syndestructible en 2005, así como Alan White ha lanzado -con la colaboración en los teclados de Geoff Downes- un trabajo en solitario llamado simplemente "White", interpretando en vivo algunos temas del álbum Drama de Yes. Steve Howe por su parte se reunió el 2006 con sus antiguos compañeros de comienzos de los ochenta para revivir la alineación original y más exitosa de Asia, junto al cantante y bajista John Wetton, el baterista Carl Palmer y el exteclista de Yes y los Buggles Geoffrey Downes, conmemorando así los 25 años del lanzamiento de su primer álbum con una gira por Estados Unidos y Europa a finales del mismo año, siguiendo por Japón y Sudamérica a comienzos del 2007, llegando a lanzar un nuevo álbum en estudio en marzo del 2008, llamado Phoenix. Mientras tanto, Jon Anderson y Rick Wakeman salieron en gira por Estados Unidos, a finales del 2006, donde interpretaron temas de sus carreras solistas y algunos clásicos de Yes, más un tema de ABWH.
En marzo de 2007, Aprovechando el hiato de Yes, el multiinstrumentista y productor Billy Sherwood reúne a algunos de sus excompañeros: Alan White, Tony Kaye y el guitarrista Jimmy Haun (quien participó como músico de sesión reemplazando casi todas las pistas de guitarra de Steve Howe en el álbum Union de 1991, además de colaborar con Kitaro, Jon Anderson, Vangelis, Celine Dion y Cher, entre otros) en un nuevo proyecto musical llamado Circa, grabando en estudio nuevo material, con el nombre de Circa: 2007, lanzado a finales de octubre de 2007, del cual Billy Sherwood es el factor musicalmente predominante, haciéndonos recordar trabajos como Conspiracy o World Trade, además de reinterpretar en vivo un "popurrí" con clásicos de Yes.
Después del hiato más largo en historia de la banda, Yes anunció su regreso a principios de 2008, con nueva gira norteamericana pactada para julio-agosto. En una entrevista en el programa radial de Michael Smerconish, en Filadelfia, Anderson confirmó una gira por esos meses, pero con una nueva alineación: Anderson, Squire, Howe y White, mientras que Wakeman aún estaba en conversaciones debido a problemas con su salud, pensándose como reemplazo su hijo Oliver Wakeman (quien ya ha participado con Starcastle, con Clive Nolan, y había trabajado en dos ocasiones con el guitarrista Steve Howe, en Three Year of Magik (2000) y en Spectrum (2005)).
Su hermano Adam ya había sido considerado como teclista de la banda en la gira de The Ladder en 1999, como reemplazo de último momento para Igor Khoroshev, quien se había indispuesto, sin embargo, él solo llegó a tocar al final de un concierto en Inglaterra, en el tema "Starship Trooper".
En la entrevista, Anderson, ya con 64 años de edad, dijo que él le había enviado a Oliver hace unos días una lista con el setlist de las canciones y él ya estaba aprendiéndolas.
Roger Dean había confirmado también que ya estaba trabajando -para ese entonces- en la escenografía para dicho tour. Sin embargo, el día 4 de junio la gira de Yes es cancelada debido a problemas relacionados con la salud del cantante Jon Anderson. Jon fue internado en el hospital el mes de mayo de 2008, tras sufrir un severo ataque de asma, y se le aconsejó descansar y no trabajar por un período de al menos seis meses o más, para no sufrir nuevas complicaciones de salud.

### Howe/Squire/White: In the Present Yes (2008-2009)

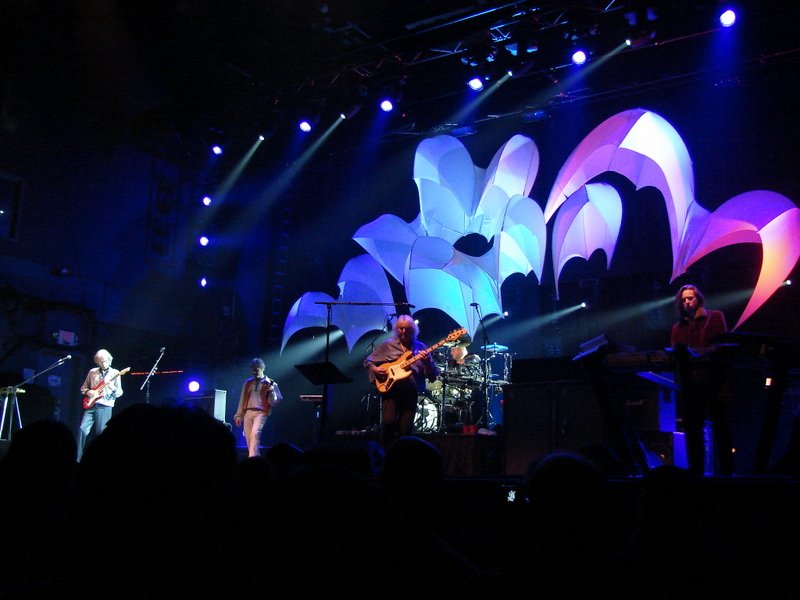
In the Present Yes, en concierto 2008.

Dada la delicada condición de Jon Anderson debido a una insuficiencia respiratoria y la crisis que en mayo del 2008 casi termina con su vida, Chris Squire, Steve Howe, Alan White y el nuevo teclista para el proyectado tour, Oliver Wakeman, tuvieron que cancelar su gira mundial.
Sin embargo, pese al problema de Anderson, la banda decide continuar adelante, siguiendo la misma vía tomada anteriormente por grupos como Genesis o Judas Priest, al reclutar a un cantante poco conocido, en este caso el canadiense Benoit David, proveniente del grupo tributo a Yes Close to the Edge, quien ostenta un registro muy similar al de Jon Anderson.
David fue confirmado en el puesto luego de que Chris Squire viera un video de este en YouTube, y fuera audicionado por el resto de la banda.
Sin embargo, la noticia de su reemplazo es tomada de mala manera por Jon Anderson, quien en una declaración oficial en su página web se lamenta de la decisión, calificándola como una traición, ante lo cual, luego de algunas llamadas telefónicas de Steve Howe, terminan por acordar quitar el nombre de Yes a esta extraña alineación, y cambiarlo por el de Howe/Squire/White: In the Present Yes, además del público reconocimiento por parte del resto de la banda hacia Jon Anderson, como una figura irremplazable en Yes, y expresando los deseos por su pronta recuperación, y su reintegro al trabajo con la banda en una próxima gran gira. De este modo en octubre de 2008, Howe/Squire/White: In the Present Yes, comienza una gira por Canadá y Estados Unidos, interpretando gran parte del repertorio más clásico de la banda, además de la novedad de interpretar temas del álbum de 1980: Drama (el único en la carrera del grupo sin Jon Anderson, hasta ese momento, jamás vueltos a interpretar en vivo desde su gira promocional), "Parallels" de Going for the One (1977), "Astral Traveller" de Time and a Word (1970), y un tema inédito llamado "Alien (Only Us From the Future)", compuesto por Chris Squire. Pero a poco andar comienza a quedar claro que Jon Anderson no volverá a la banda y que para todos los efectos esta versión en gira es el nuevo Yes.

### Nuevos discos (2011-actualidad)
Con esta alineación un nuevo álbum de Yes se comienza a grabar tímidamente a mediados del 2010, interrumpido por una gira por los Estados Unidos, tras lo cual retoman el trabajo en estudio con la salida de Oliver Wakeman como tecladista y el regreso de Trevor Horn como productor y coescritor y el de Geoff Downes como tecladista. El disco es terminado finalmente en junio del 2011 y es llamado Fly From Here, viendo la luz el 12 de julio de ese año. Pese a que la alineación es similar a la de Drama, el disco es un tanto irregular entre salidas e incorporaciones, lleva el estilo clásico de los miembros de la banda como Howe y Squire, mediado por algunas aportaciones de los ex-Bugles Horn y Downes como lo evidencia la suite Fly From Here, basada en material de descarte de 1980, y Life in a Film Set, tomada a partir de los demos de Trevor Horn para el segundo álbum de Buggles, Adventures in Modern Recording.
No obstante, el pobre desempeño de Benoit David sobre el escenario, termina con la salida de este al finalizar la gira europea en diciembre del 2011, siendo reemplazado por el joven cantante de Glass Hammer: Jon Davison en febrero del 2012 con un registro similar al de Benoit David, embarcándose en otra gira por Estados Unidos y Japón.
En el año 2014, se publica el disco Heaven and Earth, el último con Chris Squire, quien falleció el 27 de junio de 2015. De esta forma Yes queda sin miembros originales en su formación, siendo tras la muerte de Squire (quien también fuera el dueño del nombre de la banda) Steve Howe el miembro más antiguo. Esto planteaba la incógnita de si Yes volvería con ese nombre más allá de la formación.
En el 2016, Jon Anderson, Trevor Rabin y Rick Wakeman anuncian una importante gira y disco de un nuevo grupo bajo el nombre resultado de sus iniciales ARW. Más tarde cambiarían el nombre de este nuevo grupo a Yes featuring Jon Anderson, Trevor Rabin, Rick Wakeman.
El 7 de abril de 2017, Yes entra en el Salón de la Fama del Rock and Roll. Esto da ocasión para ver nuevamente a la formación clásica de Yes, más Rabin, unida y tocando, a pesar de no estar ya Squire.
Los galardonados del grupo por este premio fueron: Alan White, Steve Howe, Chris Squire, Jon Anderson, Bill Bruford, Tony Kaye, Rick Wakeman y Trevor Rabin. Quedaron sin premiar Peter Banks, Patrick Moraz, Trevor Horn, Geoff Downes y los músicos que entraron en Yes después de Rabin. De los premiados faltaron a la gala Kaye (por motivos de salud) y el fallecido Squire. Aunque Bruford sí recogió su premio y estuvo en el escenario, no habló dirigiéndose al público ni tocó con el grupo en la fiesta, ya que estaba retirado de la música. El resto de los premiados interpretaron Roundabout (con Geddy Lee al bajo) y Owner of a Lonely Heart.
El 1 de octubre de 2021, Yes lanza su vigésimo segundo álbum de estudio, titulado The Quest.
El 26 de mayo de 2022, el baterista Alan White falleció por causas naturales.

## Formación

### Formación actual
- Steve Howe - guitarras, coros (1970–1981, 1990–1992, 1995-2004, 2008-presente)
- Geoff Downes - teclados, coros (1980–1981, 2011-presente)
- Billy Sherwood - bajo (2015-presente), coros (1997-2000, 2015-presente), guitarras (1997-2000), teclados (1997-1998); músico de gira 1994
- Jon Davison - voz principal, guitarra acústica, percusiones, teclados ocasionales (2012-presente)
- Jay Schellen  - batería, percusiones (2023-presente); músico de gira 2016-2017, 2018-2023

## Discografía

### Álbumes de estudio
- Yes (1969)
- Time and a Word (1970)
- The Yes Album (1971)
- Fragile (1971)
- Close to the Edge (1972)
- Tales from Topographic Oceans (1973)
- Relayer (1974)
- Going for the One (1977)
- Tormato (1978)
- Drama (1980)
- 90125 (1983)
- Big Generator (1987)
- Union (1991)
- Talk (1994)
- Keys to Ascension (1996)[nota 1]
- Keys to Ascension 2 (1997)[nota 1]
- Open Your Eyes (1997)
- The Ladder (1999)
- Magnification (2001)
- Fly From Here (2011)
- Heaven & Earth (2014)
- The Quest (2021)
- Mirror to the Sky (2023)

### Álbumes en vivo
- Yessongs (1973)
- Yesshows (1980)
- 9012Live: The Solos (1985)
- Something's Coming: The BBC Recordings 1969-1970 (1997)
- House of Yes: Live from House of Blues (2000)
- The Word Is Live (2005)
- Symphonic Live (2005)
- Live at Montreux 2003 (2007)
- Union Live (2011)
- In the Present - Live from Lyon (2011)
- Like It Is: Yes at the Bristol Hippodrome (2014)
- Songs from Tsongas (2014)
- Progeny: Seven Shows from Seventy-Two (2015)
- Progeny: Highlights from Seventy-Two (2015)
- Like It Is: Yes at the Mesa Arts Center (2015)
- Topographic Drama - Live Across America (2017)

### Compilaciones
- Yesterdays (1974)
- Classic yes (1981)
- Yesyears (1991)
- Symphonic of Yes Music (1993)
- Friends and relatives (1998)
- Keystudio (compila los temas de estudio de ambos Keys to Ascension, 2001)
- Astral Traveller (2001)
- In a Word: Yes (1969-...) (2002)
- The Ultimate Yes (2004)
- Original Album Series (2013)

### Videografía
- Yessongs (1975)
- 9012 Live (1985)
- Greatest Video Hits (1991)
- YesYears (1991)
- Yes: Live - 1975 at Q.P.R. (1993)
- Live in Philadelphia 1979 (1995)
- Keys to Ascension (1996)
- The Union Tour Live (1999)
- House of Yes: Live from the House of Blues (2000)
- Symphonic Live (2002)
- Yesspeak (2004)
- Yes Acoustic: Guaranteed No Hiss (2004)
- Songs from Tsongas (2005)
- Live at Montreux 2003 (2007)
- Classic Artists: Yes (2007)
- The Lost Broadcasts (2009)
- Rock of the '70s (2009)
- Union Live (2011)
- Live Hemel Hempstead Pavillion October 3rd 1971 (2014)

## Promo clips
- Primera aparición en TV - Beyond and Before (1969)
- Yours Is No Disgrace - Yes Album (1971)
- America - Single (1972)
- Wonderous Stories - Going For The One (1977)
- Madrigal - Tormato (1978)
- Don't Kill the Whale - Tormato (1978)
- On the Silent Wings of Freedom - Tormato (1978)
- Tempus Fugit - Drama (1980)
- Owner Of the Lonely Heart - 90125 (1983)
- It Can Happen - 90125 (1983)
- Love Will Find A Way - Big Generator (1987)
- Brother Of Mine - ABWH (1989)
- Order Of The Universe - ABWH (1989)
- Lift Me Up - Union (1991)
- Don't Go - Magnification (2001)